# 1078 Mentha
Az 1078 Mentha (ideiglenes jelöléssel 1926 XB) a Naprendszer kisbolygóövében található aszteroida. Karl Wilhelm Reinmuth fedezte fel 1926. december 7-én.